# 威廉·退尔序曲
威廉·退尔序曲（英語：William Tell Overture）是意大利作曲家焦阿基诺·罗西尼歌剧《威廉·退尔》的序曲。《威廉·退尔》作于1829年，是罗西尼创作的第39部也是最后一部歌剧，此后他便进入半退隐状态。

## 分析
威廉·泰爾·序曲有四部分，每个部分结尾都没有延长号。四段分爲Prelude: Dawn前奏曲：日出、Storm暴風雨、Ranz des vaches趕牛曲、和Finale: March of the Swiss Soldiers終曲：瑞士士兵進行曲。

## 影響
- 台灣的中國廣播公司有長達數十年引用此曲終段的銅管開場，作為新聞節目的開場音樂（惟版本先後有別），因此在台灣被廣為人知。此外此片段在中廣寶島網停播前的自製新聞開場時仍有使用[註 1]。
- 香港的亞洲電視長年使用以此曲終段為賽馬節目主題曲，故此序曲於香港亦成為賽馬活動的象徵之一。
- 反之在美國，此曲終段是1949年的電視劇獨行俠的片頭主題曲。
- 在迪士尼經典電影卡通短片，暴風雨一段經常用來表現龍捲風的可怕破壞力量，著名例子有The Band Concert遊行音樂會和The Little Whirlwind小旋風。